# Jõesuu (Kõrgessaare)
Jõesuu – wieś w Estonii, w prowincji Hiuma, w gminie Kõrgessaare.
W 2012 roku wieś liczyła 3 mieszkańców, w październiku 2010 i w grudniu 2009 również.